# خانه سید روح‌الله خمینی (قم)
خانه سید روح‌الله خمینی در قم ،خانه ای تاریخی است که در خیابان معلم، محله یخچال قاضی شهرقم قرار دارد. این بنا نزدیک به یک قرن قدمت دارد. در سال ۱۳۳۵ توسط سید روح الله خمینی خریداری شد و تا سال ۱۳۴۲ در آن زندگی کرد. سرانجام در سال ۱۳۷۳ توسط سید احمد خمینی به بیت سید علی خامنه‌ای واگذار شد. این خانه در سال ۱۳۷۵ توسط سازمان میراث فرهنگی در فهرست آثار ملی ایران به ثبت رسید.

## منابع

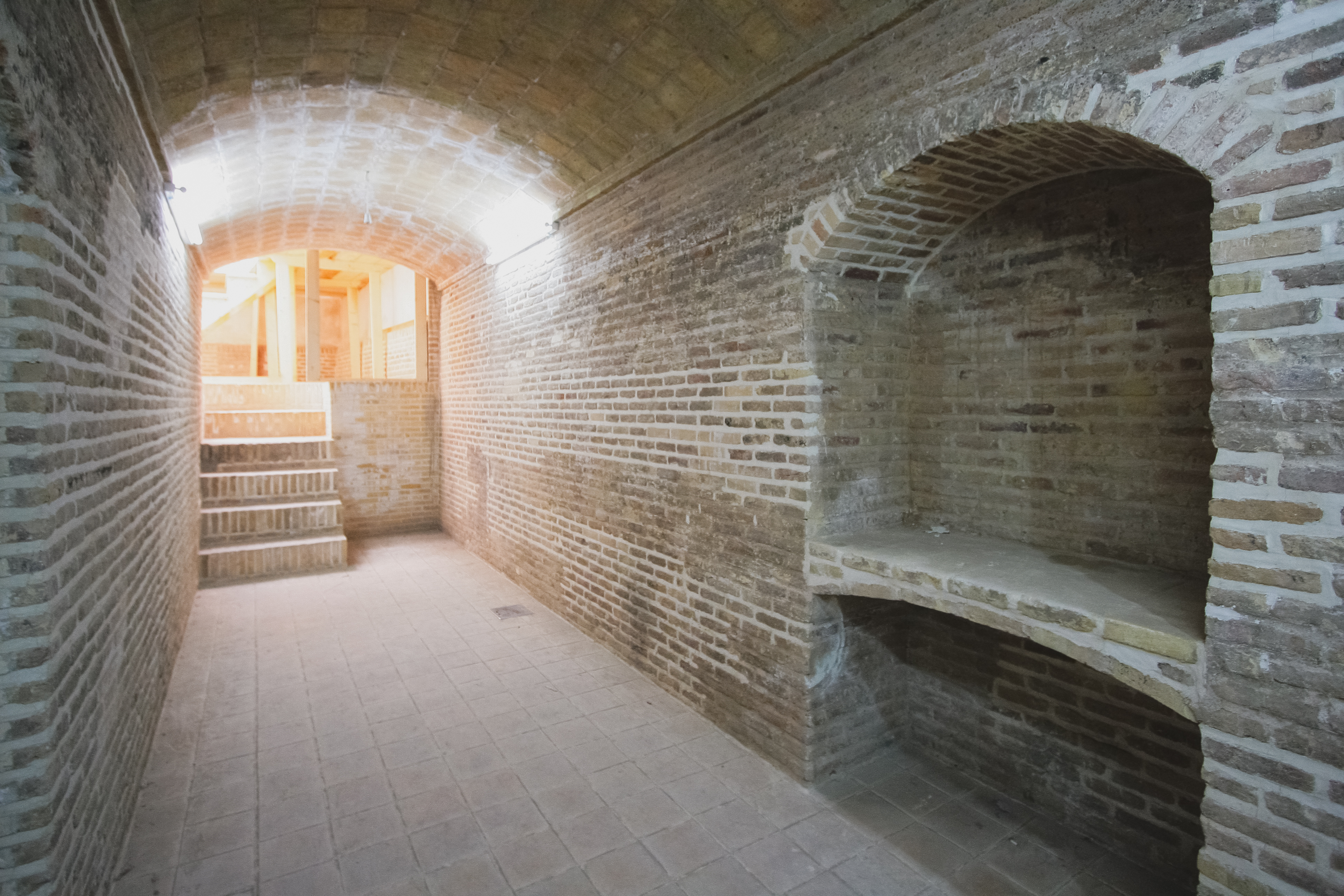
نماهای داخل خانه سید روح الله خمینی در قم
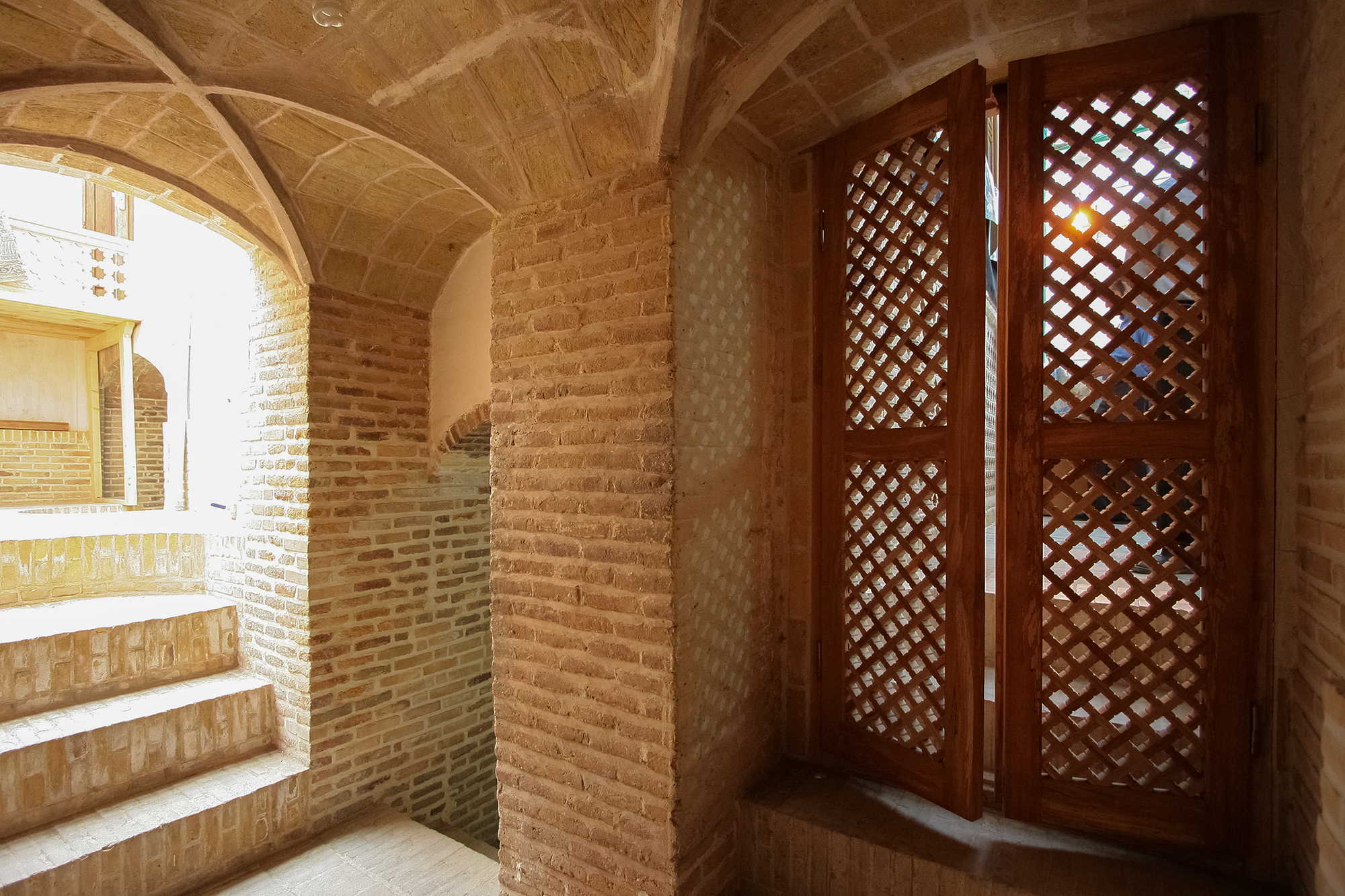
نمایی دیگر از درب و پنجره ها و دالان های داخل خانه
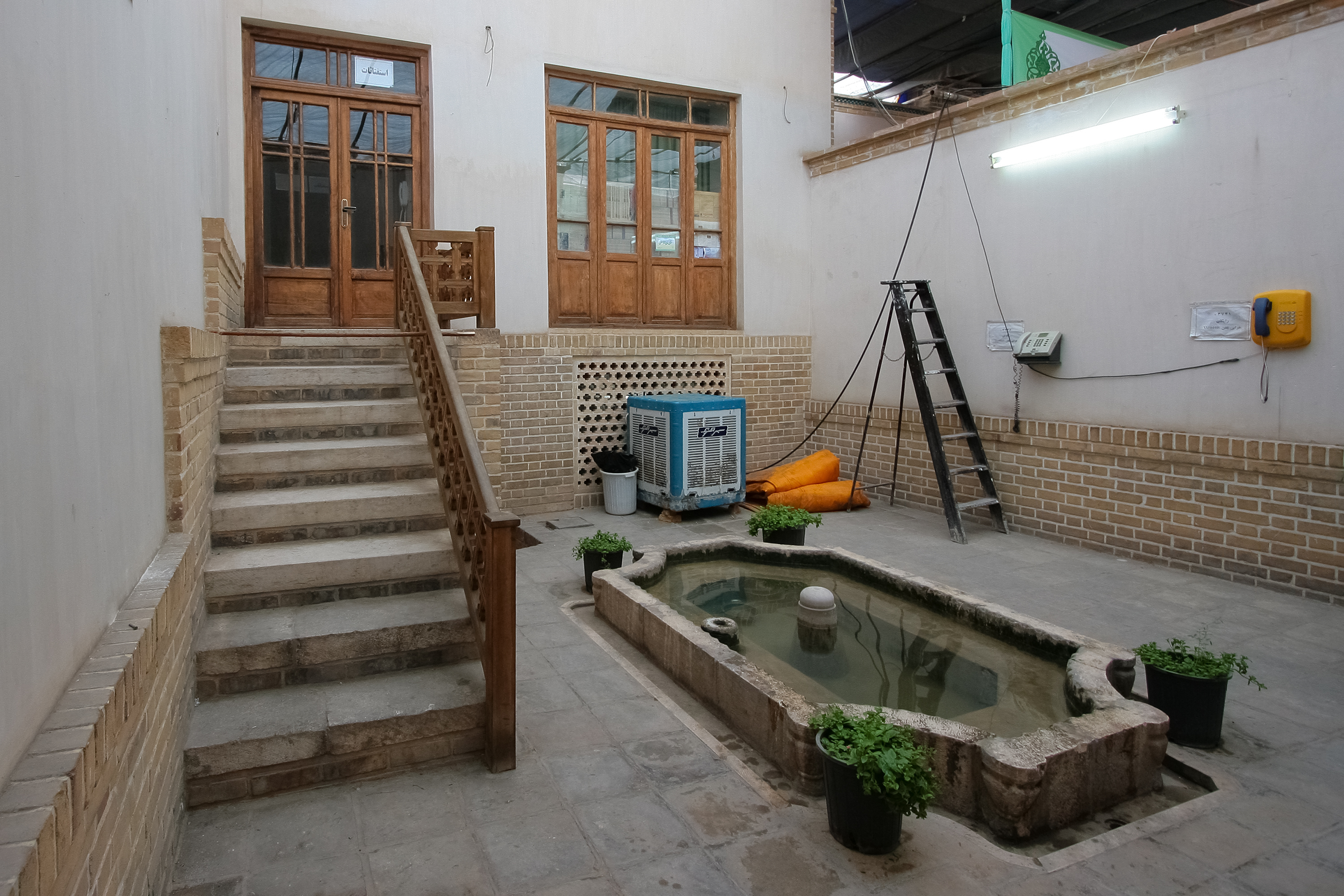